# Controguerra bianco
Le Controguerra bianco est un vin italien de la région Abruzzes doté d'une appellation DOC depuis le 20 août 1996. Seuls ont droit à la DOC les vins blancs récoltés à l'intérieur de l'aire de production définie par le décret. 

## Aire de production
Les vignobles autorisés se situent en province de Teramo dans les communes de Controguerra, Torano Nuovo, Ancarano, Corropoli et Colonnella.

## Caractéristiques organoleptiques
- couleur : jaune paille
- odeur : fruité et agréable
- saveur : sèche, frais, légèrement amer (amarognolo)

Le Controguerra bianco se déguste à une température de 9 à 11 °C et il se boit jeune.

## Production
Province, saison, volume en hectolitres :
- Teramo  (1996/97)  1002,93